# Suno Laurentii Fogel
Suno Laurentii Fogel, född 1604 i Lönneberga socken, död 7 juli 1668 i Rappestads socken, var en svensk präst i Rappestads församling.

## Biografi
Suno Laurentii Fogel föddes 1604 i Lönneberga socken. Han blev 1635 kollega i Linköping och senare konrektor. Fogel prästvigdes 14 december 1639 och blev 16 juni 1655 kyrkoherde i Rappestads församling. Han avled 7 juli 1668 i Rappestads socken.

### Familj
Fogel gifte sig med Sara Larsdotter. De fick tillsammans döttrarna Christina och Maria (född 1645).